# Terremoto delle Isole Curili del 1963
Il terremoto delle Isole Curili del 1963 fu un evento sismico di magnitudo 8,5 che colpì le isole Curili (facenti parte dell'oblast' di Sachalin), nell'allora Unione Sovietica, il 13 ottobre 1963 alle 05:17 UTC+0. Il sisma, per il quale non risultano morti e danni, innescò un maremoto con onde alte fino a 4,5 m senza provocare danni. Un secondo sisma di magnitudo 7,8 colpì le isole il 20 ottobre successivo alle 00:53 UTC+0, causando, a sua volta, un maremoto con onde alte fino a 15 m.

## Il sisma e il maremoto
Le isole Curili costituiscono un arcipelago di isole di origine vulcanica, nate dalla subduzione della placca pacifica sotto quella di Ochotsk, a sua volta connessa alle placche euroasiatica e nordamericana. Questa zona di subduzione, che si estende per circa 2100 km dall'isola di Hokkaidō alla penisola della Kamčatka, è responsabile della formazione sia dell'arcipelago sia della fossa delle Curili, e genera un elevato numero di terremoti.
Il sisma, che si verificò il 13 ottobre 1963 alle 05:17 UTC+0, venne causato da una rottura lungo 245 km della faglia tra le due placche. L'epicentro del terremoto è stato localizzato al largo dell'isola di Urup, mentre l'ipocentro è stato localizzato a una profondità di circa 47 km. Lo schema del rilascio di energia ha suggerito la presenza di tre asperità lungo la faglia, ciascuna causando un impulso di rilascio del momento. Non si registrarono vittime né danni, vista anche la scarsa densità abitativa delle isole. L'intensità del terremoto venne dedotta dai pochi dati disponibili, quali le frane, crolli di pesanti blocchi di roccia e cambio nei livelli delle acque.
Il sisma causò un maremoto con onde alte fino a 4,5 m, osservate sull'isola di Urup. Onde di poco superiori al metro raggiunsero le coste delle isole giapponesi, mentre arrivarono molto attenuate sulle coste della Kamčatka. Le onde di maremoto raggiunsero anche l'arcipelago delle Hawaii con altezze prossime al metro, così come raggiunsero il Messico e la costa pacifica degli Stati Uniti, senza provocare danni.
Il sisma venne seguito da una nuova forte scossa di magnitudo 7,9 una settimana dopo, il 20 ottobre 1963, che a sua volta causò un maremoto con onde alte fino a 15 m sempre sull'isola di Urup. Anche questo sisma e il successivo maremoto non causarono morti e danni di rilievo.